# Martti Simojoki
Martti Ilmari Simojoki, född Simelius 17 september 1908 i Nystad, död 25 april 1999 i Helsingfors, verkade som biskop i Sankt Michels stift åren 1951–1959 och i Helsingfors stift åren 1959–1964 och som ärkebiskop i Åbo ärkestift åren 1964–1978. I Helsingfors stift var han den första biskopen, ty stiftet grundades samma år som han tillträdde ämbetet.
Simojoki prästvigdes år 1930. Teologie doktor blev han år 1984. Före sin tid som biskop verkade Simojoki bland annat som militärpastor.
Inför presidentvalet år 1962 försökte en grupp framträdande politiker få Simojoki att ställa upp mot sittande presidenten Urho Kekkonen, men detta gick Simojoki inte med på.
Han är begravd på Sandudds begravningsplats i Helsingfors.